# Шиліцький сільський округ
Шилі́цький сільський округ (каз. Шілік ауылдық округі, рос. Шиликский сельский округ) — адміністративна одиниця у складі Отирарського району Туркестанської області Казахстану. Адміністративний центр — село Шилік.
Населення — 2396 осіб (2021; 2388 у 2009, 2623 у 1999, 2725 у 1989).
Станом на 1989 рік існувала Шиліцька сільська рада (села Акдала, Старий Шилік, Шилік).

## Склад
До складу округу входять такі населені пункти:
| Населений пункт    | Колишні назви | Населення, осіб (1989) | Населення, осіб (1999) | Населення, осіб (2009) | Населення, осіб (2021) |
| ------------------ | ------------- | ---------------------- | ---------------------- | ---------------------- | ---------------------- |
| Акдала, село       | -             | 165                    | -                      | -                      | -                      |
| Старий Шилік, село | -             | 750                    | 1033                   | 785                    | 749                    |
| Шилік, село        | -             | 1810                   | 1590                   | 1603                   | 1647                   |